# Markneukirchen
Markneukirchen är en tysk stad i distriktet Vogtlandkreis i förbundslandet Sachsen. Förutom staden ingår 6 mindre orter i kommunen. Kommunen ligger i Sachsens sydligaste hörn vid gränsen mot Tjeckien och har cirka 7 000 invånare.
Ortens ursprungliga namn var Nothaft efter ett adelssläkte. Efter den nya kyrkan i orten fick samhället 1274 namnet Nuwenkirchen. Under mitten av 1300-talet betecknas orten för första gången som Markt (köping) eller stad. Markneukirchen blev under 1600- och 1700-talet ett centrum för musikinstrumentproduktion, först fiolbyggare och senare även produktionen av blåsinstrument.
Året 1834 grundas en musikskola i staden. Mellan 1875 och 2012 hade Markneukirchen anslut till järnvägsnätet med persontåg.
Stadens vänort är Heusweiler i Saarland. Dessutom finns nära samarbeten med Wendlingen am Neckar samt med grannkommunerna Luby och Nový Kostel i Tjeckien.

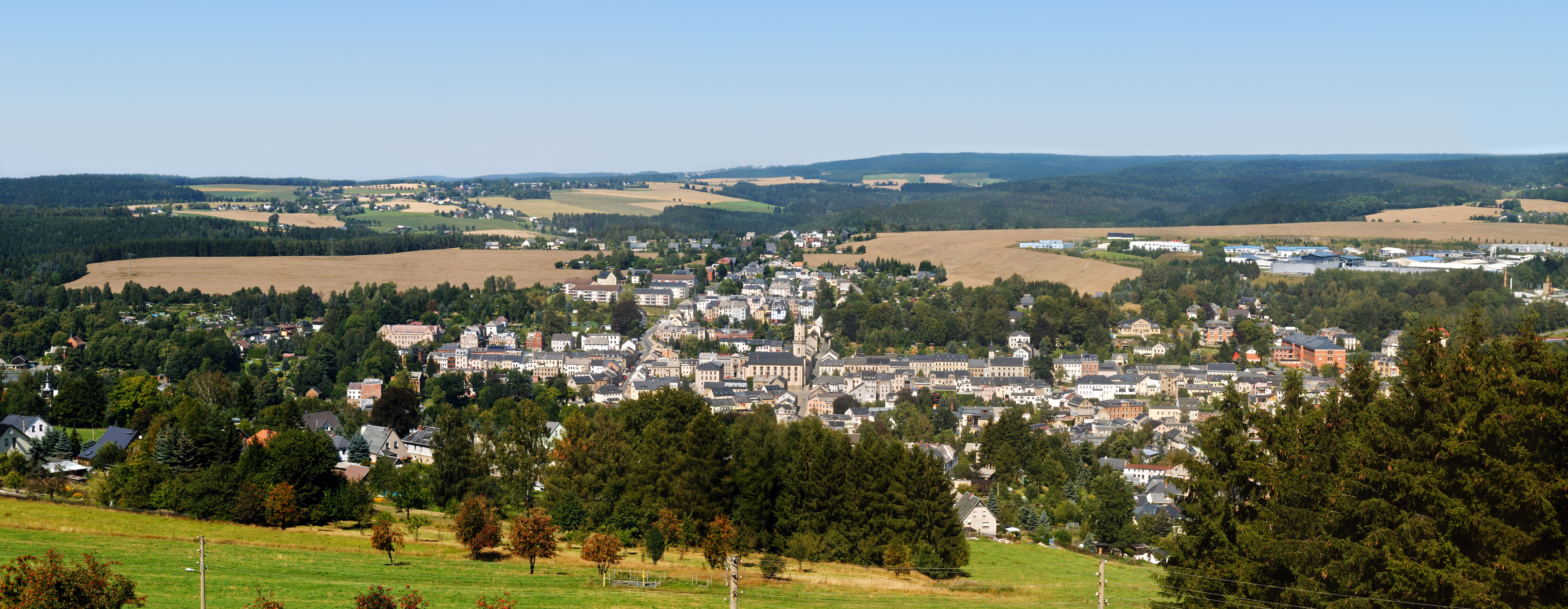
Vy över Markneukirchen
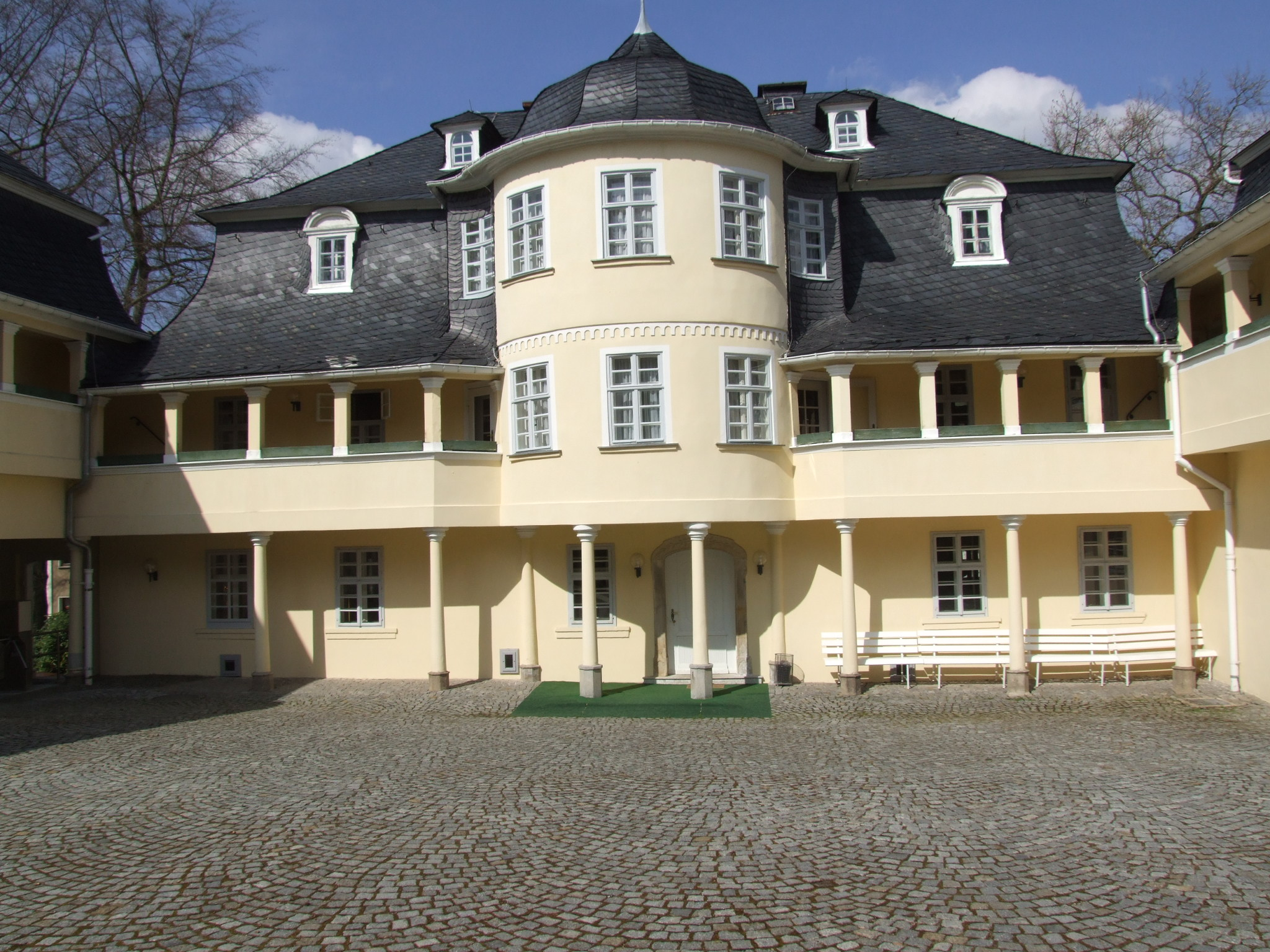
Museum för musikinstrument
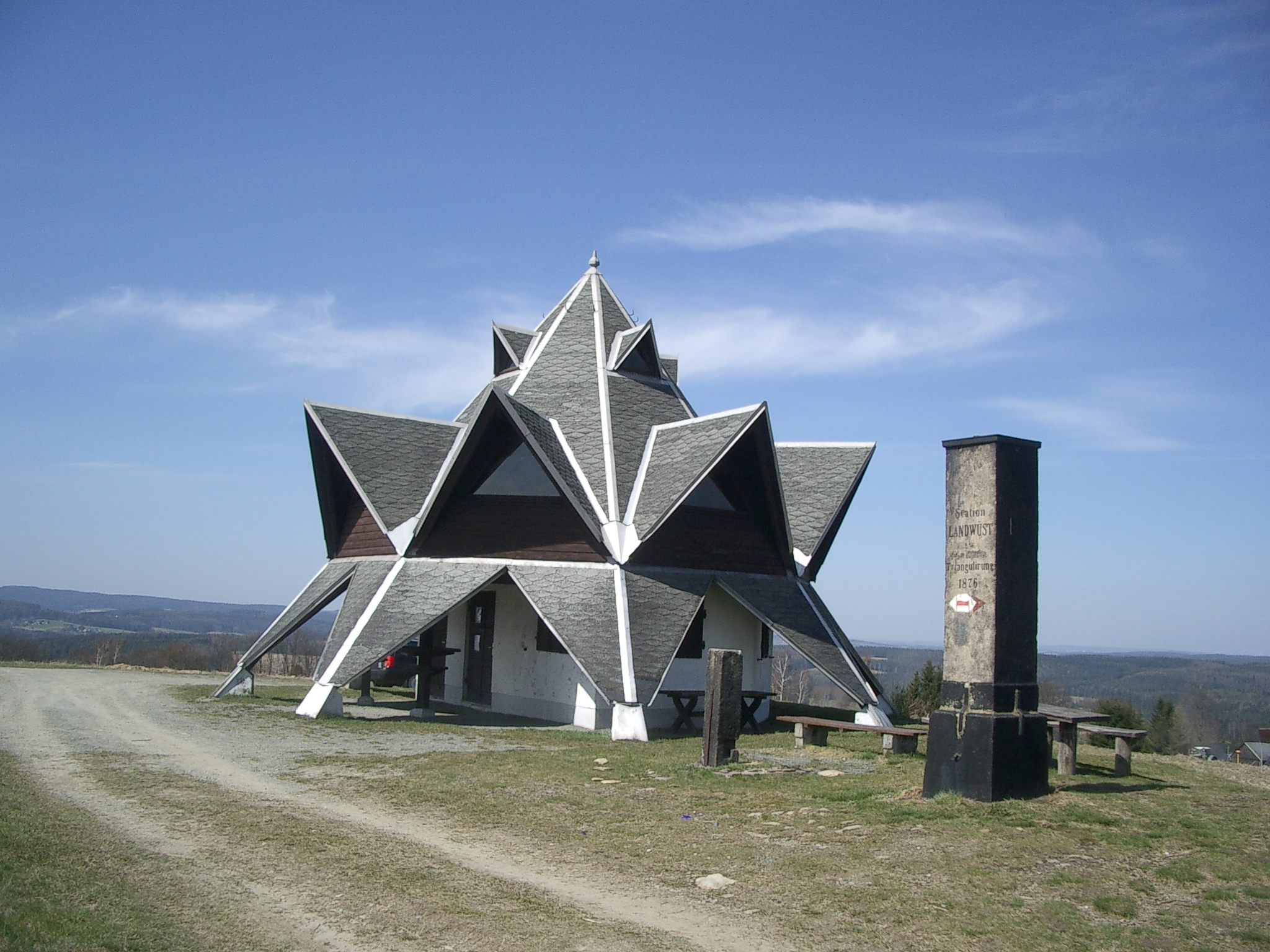
Byggnad på berget Wirtsberg nära staden